# Derrick Gainer
Derrick Gainer est un boxeur américain né le 22 août 1972 à Pensacola, Floride.

## Carrière
Passé professionnel en 1990, il devient champion d'Amérique du Nord NABF des poids plumes en 1995 puis champion du monde WBA de la catégorie le 3 avril 1998 après sa victoire au 11e round contre Freddie Norwood. Gainer conserve sa ceinture à 3 reprises puis perd face à Juan Manuel Márquez, champion IBF, le 1er novembre 2003.